# Rainer Maria Woelki
Rainer Maria Woelki (Colônia, 18 de agosto de 1956) é um cardeal alemão, atual arcebispo de Colônia.

## Biografia

### Vida pessoal e acadêmica
Nasceu em Colônia, de uma família que tinha sido expulsa da Prússia Oriental no final da 2ª Guerra Mundial. Estudou filosofia e teologia nas faculdades de Teologia das universidades de Bonn e Friburgo em Brisgóvia. Foi ordenado presbítero da Arquidiocese de Colônia pelo Cardeal Joseph Höffner em 14 de junho de 1985.
Entre 1985 e 1989 foi sacerdote assistente na paróquia de Santa Maria em Neuss. Em 1989 trabalhou como capelão militar em Munique. Tornou-se secretário pessoal do Arcebispo de Colônia, Joachim Meisner no ano de 1990. Entre 1997 de 2011 foi diretor do Colégio Albertino, uma residência para seminaristas da arquidiocese que estudavam na Universidade de Bonn.
Em 1999, João Paulo II concedeu-lhe o título de Capelão de Sua Santidade. Doutorou-se em Teologia (2000) pela Pontifícia Universidade da Santa Cruz.

### Episcopado

Brasão de armas como Arcebispo de Berlim

Em 24 de fevereiro de 2003 o Papa João Paulo II o nomeou bispo-auxiliar de Colônia, e bispo-titular de Escampa. Recebeu a ordenação episcopal a 30 de março do mesmo ano, pela imposição das mãos do cardeal Joachim Meisner.
Enquanto Bispo Auxiliar, ficou responsável pela área geográfica mais a norte da arquidiocese, nomeadamente pelas cidades de Düsseldorf e Wuppertal, e foi vigário episcopal para a Doutrina da Fé e Ecumenismo, bem como a responsabilidade pelo diaconado permanente. Dentro da Conferência Episcopal Alemã foi membro das Comissões para as Vocações e Ministérios da Igreja e para as Ciências e Cultura. Foi nomeado também consultor da Congregação para a Educação Católica na Cúria Romana.
Em 2 de julho de 2011 o Papa Bento XVI escolheu-o como o novo Arcebispo de Berlim. Foi criado cardeal no Primeiro Consistório Ordinário Público de 2012, que foi realizado em 18 de fevereiro, recebendo o barrete cardinalício, o anel de cardeal e o título de cardeal-presbítero de São João Maria Vianney.
Pelo fato de ser um arcebispo metropolita, recebeu o pálio das mãos de Bento XVI durante a Solenidade de S. Pedro e S. Paulo em 29 de junho de 2012. Em 11 de junho de 2014, o Papa Francisco o transfere para a sé de Colônia.

### Abusos sexuais pelo clero
Johannes-Wilhelm Rörig, nomeado pelo Ministério Federal da Família, Idosos, Mulheres e Juventude para combater o abuso infantil, criticou que a Arquidiocese de Colônia, liderada por Woelki, é a única que não está progredindo. Ele criticou Woelki por ordenar um relatório sobre o tratamento de casos de abuso sexual na Arquidiocese de Colônia, mas se recusou a torná-lo público quando foi concluído. O Comitê Central dos Católicos Alemães exigiu em 20 de outubro de 2020 a divulgação do relatório. O conselho de pessoas afetadas concordou em não tornar o relatório público, mas posteriormente alegou que eles haviam sido mal informados e que foram pressionados.
Em 2011, uma vítima de abuso infantil recebeu um grande acordo com base na provável gravidade do caso. Mas Woelki decidiu em 2015 não notificar Roma deste caso por causa da "má saúde do padre" envolvido e porque a "vítima se recusou a prestar testemunho". De acordo com o professor de direito canônico Thomas Schüller, a vítima alegou com credibilidade que queria testemunhar. Em dezembro de 2020, Schüller pediu a Woelki que renunciasse por deturpar a vítima desta forma.
Woelki encomendou um segundo relatório, que foi tornado público em março de 2021. Não encontrou falhas suas, mas o levou a suspender alguns funcionários diocesanos e levou Stefan Hesse, arcebispo de Hamburgo, a apresentar sua renúncia por causa de ações que tomou enquanto era um alto funcionário em Colônia.
Em 23 de março de 2021, uma semana após o lançamento do relatório, Woelki se recusou a renunciar, dizendo que "tal renúncia seria apenas um símbolo efêmero." Quando o cardeal Reinhard Marx ofereceu sua renúncia em junho citando os escândalos de abuso sexual, sua ação foi vista como uma crítica à recusa de Woelki em renunciar. Em setembro, Woelki se encontrou com o Papa Francisco e ofereceu sua renúncia; o papa se recusou a aceitar, colocando-o, em vez disso, em uma licença de seis meses.

### Conclaves
- Conclave de 2013 - participou da eleição de Jorge Mario Bergoglio como Papa Francisco.
- Conclave de 2025 - participou da eleição de Robert Francis Prevost como Papa Leão XIV.

## Ordenações[12]

### Ordenações episcopais
O Cardeal Woelki foi o principal sagrante dos seguintes bispos:
- Wolfgang Ipolt (2011)
- Rolf Steinhäuser (2016)
- Georg Bätzing (2016)

E foi consagrante de:
- Heiner Koch (2006)
- Stefan Hesse (2015)
- Peter Kohlgraf (2017)